# Апофис
За астероида с това име вижте 99942 Апофис.
Апо́фис (Апоп) е египетска митологична фигура – чудовище, представяно с образа на змей. Негов господар е Сет – бог на злото и най-големият враг на Хорус.
| O29 · p | p | I15 |

| O29 · p | p | I15 |

Древният мит разказва, че през деня Ра плувал по небесния Нил на лодката Манджет, осветявайки земята. Вечер, достигайки вратите на преизподнята, се прехвърлял на лодката Месектет, плувайки със свитата си по подземния Нил. Но Апофис, желаейки да го възпрепятства и да го погуби, поглъщал водите на Нил. Ра и обкръжението му започвали чутовна битка с Апофис, в която Ра винаги побеждавал. Апофис бил принуден да повърне обратно водата и Ра продължавал пътя си, за да се появи сутринта на небесния Нил.